# S형 별
S형 항성(영어: S-type star)은 붉은 저온의 별로, 분광기로 관측하였을 때 산화 지르코늄의 선과(또는) 산화 티타늄의 선을 보이며, M형 항성과 탄소별 중간에 놓여 있는 상태의 항성을 말한다. S형 항성들은 지르코늄 및 S-과정을 통해 생산된 기타 원소들이 대기에 풍부하게 존재한다. S형 별들은 탄소와 산소가 M형 별들처럼 풍부하다. 탄소와 산소가 많기 때문에, 이 두 원소는 거의 대부분이 일산화 탄소 분자 내에 묶여 있다. 일산화 탄소는 표면 온도가 낮은 별의 대기에서 분자 형태로 존재할 수 있는데, 이 경우 함량이 적은 다른 원소들을 먹어 치운다. 그 결과 평범한 화학적 조성을 지니는 별에서 산화 티타늄을 구성하는 데 쓰였어야 할 산소가 일산화 탄소에 묶여 있다. 마찬가지로 이원자 탄소 분자를 생성하는 데 쓰이는 탄소도 '여분의 탄소' 형태로 존재하게 되며, 이들을 제외하고 남는 것은 아무것도 없게 된다. S형 항성과 M형 별들 사이의 관련성은 탄소가 얼마나 풍부하게 존재하는가에 달려 있다. C형과 함께 3000K의 표면온도를 갖고 있다. ZrO분자띠가 검출된다.